# DD-923 경기
DD-883 USS 뉴먼 K. 페리(미국 해군) 또는 DD-923 경기(대한민국 해군)는 미국의 기어링급 구축함의 하나로 1905년 7월 21일 포함 USS PG-4 베닝턴에서 보일러 폭파 사고 당시 사망한 뉴먼 K. 페리 대위(1880년 ~ 1905년)의 이름을 붙인 구축함이다.

## 미국 해군
이 배는 텍사스주 오리건에 소재한 콘솔리데이티드 강철 회사에서 1944년 10월 10일 건조가 시작되어 1945년 3월 17일에 페리 대위의 동생인 로라 P. 군터 여사에 의해 함정 명명 및 진수식을 가진 후 1945년 7월 26일 취역했다. 초대 함장은 노먼 E. 스미스 중령이었다.
뉴먼 K. 페리는 미국 대서양 함대에서 짧은 기간 동안 배치되어 임무를 수행했다. 1945년 11월 7일, 진주만으로 이동했고, 그곳에서 일본으로 이동한 후, 점령 임무를 수행했다. 1946년 3월 28일, 뉴먼 K. 페리는 다시 진주만으로 돌아와 1946년에 비키니 환초에서 실시된 일련의 핵실험 작전인 교차로 작전(Operation Crossroads) 수행을 위한 TF.1에 배속되었다. 5월 27일, 마샬 군도로 항해하여 "Able"과 "Baker" 폭탄 실험에 참가했고, 8월에 미국으로 향했다.
8월 18일, 샌디에이고에 도착한 후, 1947년 8월 25일까지 샌디에이고를 중심으로 작전했으며, 9월 13일에 요코스카로 옮겼다. 3일 후, 뉴먼 K. 페리는 중국 해안과 오키나와 제도, 타이완 일대에서 순찰, 호위, 수색 및 구조, 대잠수함전 및 수로 관측 임무를 수행할 목적으로 칭따오로 이동했다. 1948년 5월 5일, 함은 샌디에이고로 복귀하여 여름 동안 해군 예비역들의 훈련 임무에 종사했고, 10월에 창정비(overhaul, 오버홀)를 위해 메어 섬 해군 조선소에 들어갔다.
뉴먼 K. 페리는 샌프란시스코를 1949년 1월 15일에 떠나 4월까지 서부 해안을 따라 훈련 항해를 가졌으며, 4월 4일에 샌디에이고를 떠나 새로운 모항인 로드아일랜드주 뉴포트로 출발하여 4월 21일에 도착했다.
대서양 함대의 구축함 전대로 복귀한 후, 뉴먼 K. 페리는 지중해에 배치된 6함대에서 사관 후보생을 태우고 훈련 순항 항해를 하였으며, 2함대에서 함대 및 전대 전술 훈련을 실시했다. 1950년, 레이다 피켓 구축함으로 지정되면서 함 번호를 DDR-883으로 바꾸었다. 레이다 피켓 구축함 임무는 1964년까지 계속 수행했는데, 1964년에 임무 해제되면서 DD-883으로 재명명되었다. 1959년에는 사우스캐롤라이나주 찰스턴으로 이동해 그곳에서 몇 년간 모항으로서 뉴포트에서 임무를 계속했다.
두 번째로 임무가 바뀌어 뉴먼 K. 페리는 1966년에 대양항해를 위해 서부태평양으로 이동했다. 10월 4일, 뉴포트 항에서 출항하여 파나마 운하를 지나 하와이주, 일본, 오키나와, 그리고 필리핀을 거쳐 11월 23일, 남베트남의 메콩 강 삼각주에 도착했다. 화력 지원 임무를 배정받은 뉴먼 K. 페리는 28일까지 적의 해안 창고들을 포격했다. 그런 다음 캄보디아와 남베트남 국경 지대에 있는 푸쿠크(Phu Quoc) 섬으로 이동하여 삼각주 지대로 돌아가는 베트남군과 특수부대를 5일 동안 지원했다. 7함대에서 다른 임무는 DMZ와 통킹만의 해안을 따라 봉쇄 임무와 수색 및 구조 임무를 수행했다. 1967년 3월 8일, 전투 구역을 떠나 수빅 만으로 돌아가기 전에 홍콩으로 향했다. 27일, 뉴먼 K. 페리는 필리핀을 떠나 뉴포트를 향해 출발했고, 5월 8일에 도착했다.
보스턴에서 창정비를 거친 후, 뉴먼 K. 페리는 1968년 카리브해 훈련 항해를 시작했고, 4월 4일에 뉴포트를 떠나 지중해로 항해하여 6함대에 배속되었다.
뉴먼 K. 페리는 1981년 2월 27일 미국 해군에서 퇴역하여 미국 해군 함정 등록부에서 제외되었고, 이후 대한민국으로 인도되어 경기함으로 개명되었다.

## 대한민국 해군 경기함
대한민국 해군의 DD-923 경기함은 뉴먼 K. 페리를 1981년에 인수한 배로서, 1998년에 퇴역했다. 퇴역을 앞두고 화재 사고가 있었으며, 1999년에 스크랩처리되었다.